# Kumatori (Osaka)
Kumatori (熊取町 Kumatori-chō?) es un pueblo localizado en la prefectura de Osaka, Japón. En agosto de 2019 tenía una población estimada de 43.874 habitantes y una densidad de población de 2.545 personas por km². Su área total es de 17,24 km².

## Geografía

### Localidades circundantes
- Prefectura de Osaka
  - Izumisano
  - Kaizuka

## Demografía
Según datos del censo japonés, la población de Kumatori se ha mantenido estable en los últimos años.
| Año del censo | Población |
| ------------- | --------- |
| 1995          | 40.850    |
| 2000          | 42.914    |
| 2005          | 44.505    |
| 2010          | 45.096    |
| 2015          | 44.435    |